# Кіноальманах
Кіноальманах, фільм-антологія або «омнібус-фільм» — художній фільм, що складається з двох або більше короткометражних фільмів, часто пов'язаних лише спільною темою, місцем дії або спільною подією (зазвичай кульмінаційною точкою). У деяких випадках різні частини фільму знімають різні режисери. Іноді спільною темою є місце («Нью-йоркські історії», «Париж, я люблю тебе»), людина («Чотири кімнати») або річ («Двадцять доларів», «Кава й цигарки»), які присутні в кожній історії та пов'язують їх. Альманах також може бути збіркою екранізацій творів певного автора, наприклад, «Фул-хаус О'Генрі» (1952) з оповідань О. Генрі або «Історії жаху» (1962) з оповідань Едгара По.
Цей формат уведено в картині Девіда Ґріффіта «Нетерпимість» 1916 року. До двох найраніших американських фільмів, що використовують таку форму оповіді відносять «Гранд-готель» і "Якби я мав мільйон " (обидва фільми 1932 року). У ряді випадків одна головна сюжетна лінія фільму обрамляється кількома другорядними, як у стрічках «Глибокої ночі» (1945) та «Ілюстрована людина» (1969). Перший із них сприяв популяризації такого формату фільмів жахів, хоча подібні картини існували й раніше, — британська кіностудія Amicus Productions зняла кілька подібних фільмів у 1960–70-х роках. Протягом 1960-х альманахи були популярними у Франції та Італії, і видатні режисери, такі, як Франсуа Трюффо та Федеріко Фелліні, зробили свій внесок у жанр, взявши участь у виробництві фільмів «Кохання у 20 років» та «Три кроки в маренні» (1969).
До фільмів-антологій можна віднести музичну кінострічку Майкла Джексона «Місячна хода» (1988), що включає шість коротких фільмів, заснованих на піснях з альбому Bad, головним з яких є 40-хвилинне відео «Smooth Criminal». «Червону скрипку» (1998) також можна вважати фільмом-антологією, оскільки основні сюжетні лінії обертаються навколо різних власників дорогої скрипки XVI століття. Серед мультиплікаційних фільмів у жанрі антології яскравим прикладом є «Аніматриця».
Фільми-антології часто плутають із Hyperlink cinema, який показує шматочки кількох історій протягом усього фільму, тоді як фільм-антологія по черзі демонструє сюжети повністю. Помилковими прикладами фільмів-антологій є «Кримінальне чтиво» та «Сука-любов», де сюжетні лінії розділено на окремі сегменти та розподілено не в хронологічному порядку.

## В Індії
Першим фільмом-антологією в Індії вважають тамільський Sirikkadhey, що вийшов 1939 року. 1961 року цей жанр поповнила бенгальська картина «Три дочки» Сатьяджита Рая, що складається з трьох коротких історій, знятих за мотивами оповідань Рабіндраната Тагора. У Боллівуді фільми-антології представлено збіркою фільмів жахів Рама Гопала Варми Darna Mana Hai (2003) та його сиквелом Darna Zaroori Hai (2006). Ще один приклад — «Кохання, секс і обман» Дибакара Банерджі, сюжетні лінії якого пов'язує супермаркет, у якому працюють або скуповуються герої фільму. Серед фільмів на малаялам до антологій належать Yauvanam/Vandikkari (1974), Naalu Pennungal (2007), Kerala Cafe (2009) та 5 Sundarikal (2013). У штаті Андгра-Прадеш касовий успіх мав фільм мовою телугу «Історії», що включає п'ять сюжетів на тему спокути для людей, які прагнуть слави та достатку за будь-яку ціну.